# Носова кліпса

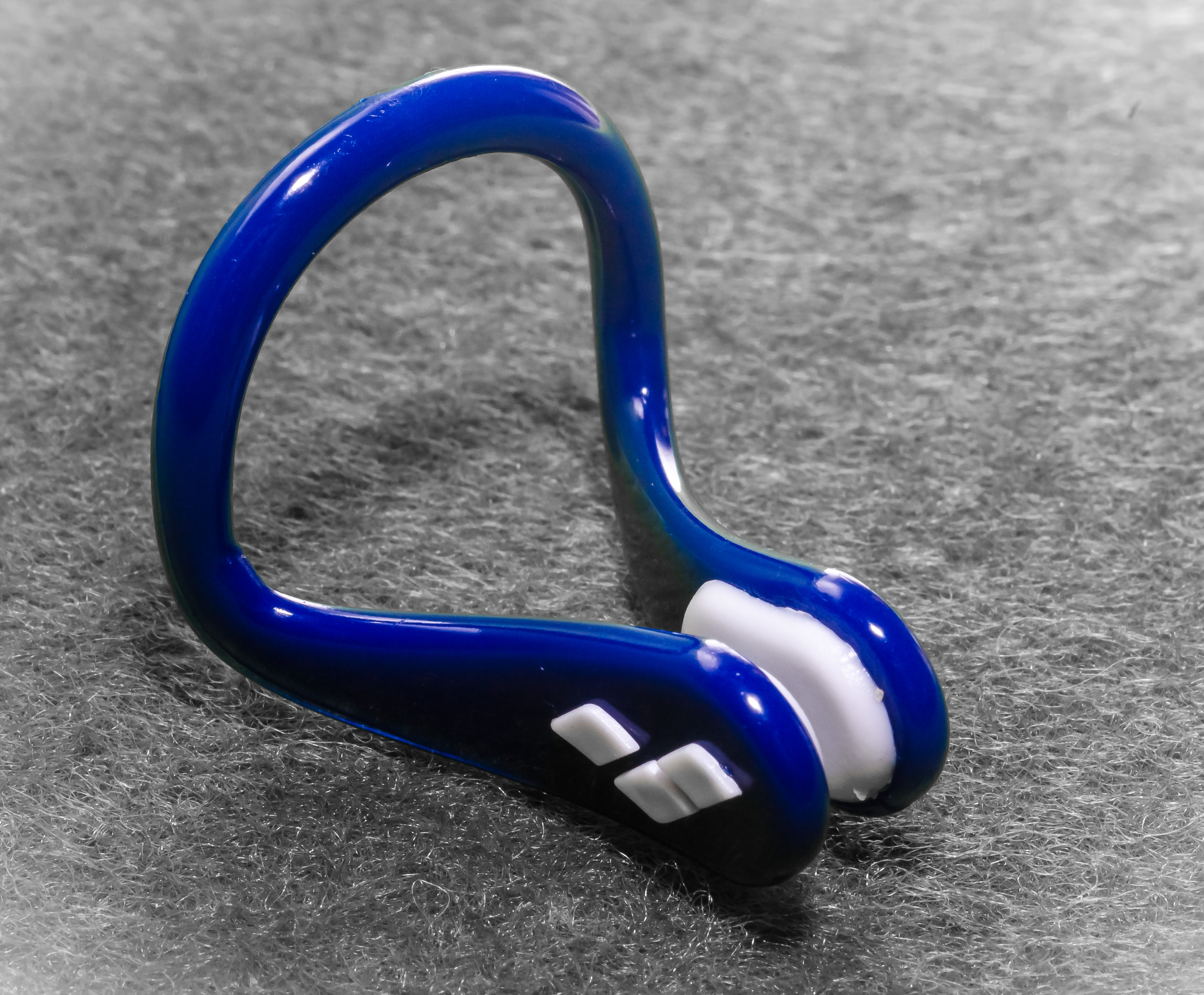
Носова кліпса

Носова кліпса або затикач для носу- це пристрій, виготовлений з дроту, покритого гумою або пластиком, його носять люди під час широкого спектра водних активностей, таких як каякінг, фрідайвінг, плавання звичайне та синхронне. Вона призначена для утримування ніздрів закритими для запобігання потрапляння води або виходу повітря. Деякі типи носових кліпс також мають довгу тасьму, щоб тримати кліпсу на шиї, коли вона не використовується.